# L’eroe cinese
L’eroe cinese ist ein Opern-Libretto in drei Akten von Pietro Metastasio. Es wurde auch unter dem Namen Narbale vertont. Erstmals aufgeführt wurde es in der Vertonung von Giuseppe Bonno am 13. Mai 1752 im Gartentheater von Schloss Schönbrunn in Wien durch die Töchter von Kaiserin Maria Theresia und deren Freunde.
Eine deutsche Übersetzung des Librettos von Johann Anton Koch erschien 1774 unter dem Namen Der Chinesische Held im sechsten Band seiner unvollendet gebliebenen Gesamtausgabe Des Herrn Abt Peter Metastasio Kayserl. Königl. Hofpoetens Dramatische Gedichte.

## Handlung
Die Oper basiert auf einem Bericht im 1735 erschienenen Geschichtswerk Description de la Chine et de la Tartarie chinoise (Beschreibung Chinas und der chinesischen Tatarei) von Jean-Baptiste Du Halde. Sie handelt von der Nachfolge des chinesischen Kaisers Li vang (Zhou Livang, Livanio), dem zehnten Kaiser der dritten Dynastie (Zhou). Nach dessen Sturz wurde sein Sohn Suen vang (Zhou Xuanwang, Svenvango) von seinem Minister Tchao kong (Gonghe, Le ang, Leango) dadurch gerettet, dass dieser ihn mit seinem eigenen Sohn vertauschte, der daraufhin ermordet wurde. Zwanzig Jahre später werden diese Ereignisse aufgeklärt und der rechtmäßige Thronfolger wieder eingesetzt.

„In dem gantzen grossen Chinesischen Reiche ist noch bis auf den heutigen Tag berühmt, nach so vielen Jahrhunderten, die heldenmäßige Treue des alten Leango.
In einem allgemeinen Aufstande, wo sein Herr, der Kayser Livanio, gezwungen wurde, sich durch die Flucht zu retten, und, um aus den barbarischen Händen des wütenden Pöbels dem jungen Suenvango, als den eintzigen nachgelassenen Erben der ermordeten Kayserlichen Familie, das Leben zu erhalten; so vertauschte Leango durch einen ruhmvollen Betrug seinen jungen Sohn gegen den Kayserlichen, indem er den seinigen auf eine geschickte unvermerckte Weise in des andern Windeln band. Er sahe mit einer heldenmäßigen Großmuth, ohngeachtet seiner väterlichen Zärtlichkeit, seinen Sohn mit vielen Stössen durch stochen, ohne daß Geheimniß zu verrahten.
Diese Historie ist genommen aus den P. du Halde in seiner Beschreibung von den Geschichten der Chinesischen Monarchie in der Historie des Tchao-Kong.
Die Vorstellung ist in der Kayserlichen Residentz-Stadt.“

Die folgende Inhaltsangabe basiert auf dem von Antonio Sacchini 1771 verwendeten Libretto.

### Erster Akt
Zimmer der tartarischen Gefangenen im kaiserlichen Palast mit Gemälden, reicher Ausstattung, lebensecht gemalten Tapeten und anderem chinesischen Schmuck
Auf der einen Seite befinden sich ein Tisch und ein Stuhl.
Die tatarischen Prinzessinnen Lisinga und Ulania befinden sich als Gefangene am chinesischen Hof. Lisinga ist in Siveno, den Sohn des gegenwärtigen chinesischen Regenten Leango, verliebt. Zu Beginn der Oper erhält sie einen Brief ihres Vaters, in dem dieser vom Friedensschluss zwischen China und dem tatarischen Reich berichtet. Zur Besiegelung solle Lisinga den chinesischen Thronfolger heiraten. Lisinga ist verzweifelt. Sie muss Siveno aufgeben und fragt sich, wer der Thronfolger sein könnte, da der Prinz nach dem Sturz Kaiser Livangos vor zwanzig Jahren im Kindesalter ermordet worden ist. Der Thron ist seit dieser Zeit unbesetzt geblieben und wird von Leango für seinen Nachfolger freigehalten. Siveno verspricht Lisinga, ihr die Treue zu halten.
Der Kriegsmandarin Minteo gesteht Ulania seine Liebe. Diese verhält sich abweisend, weil er im Rang unter ihr steht. Insgeheim liebt sie ihn jedoch ebenfalls, was Minteo nicht verborgen bleibt. Nachdem sie gegangen ist, kommt Leango und erinnert Minteo daran, wie er ihn unterstützt und zu seiner jetzigen Position verholfen hat. Jetzt werde er im Gegenzug seine Hilfe benötigen. Da die Rebellen besiegt sind und endlich Ruhe im Reich herrscht, will Leango nun die Identität des Thronfolgers bekannt geben und ihn krönen.
In der Zwischenzeit hat der Rat beschlossen, Leango aufgrund seiner Verdienste selbst zum Kaiser zu krönen, und Siveno überbringt ihm diese Nachricht. Leango lässt eine Versammlung einberufen, auf der er seine Antwort kundgeben möchte. Lisinga ist erleichtert, da nun Leangos Sohn Siveno der ihr versprochene Thronfolger ist.

### Zweiter Akt
Wege mit Blick auf die kaiserliche Stadt Singane und den daran vorbeifließenden Fluss
Türme, Dächer, Götzentempel, Schiffe und Bäume mit exotischem Aussehen.
Da Leango den Thron ablehnt und in Kürze den wahren kaiserlichen Erben präsentieren möchte, glaubt Siveno, er werde Lisinga verlieren. Um nicht ständig an sie erinnert zu werden, will er die Stadt verlassen. Ulania versichert ihm, dass Lisinga ihm treu bleiben und auf das Reich verzichten werde. Das will Siveno aber nicht zulassen. Ihre Bitte, vor seiner Flucht wenigstens noch einmal mit Lisinga zu sprechen, weist er zurück, da ihm das zu viele Schmerzen bereiten würde. Nachdem er gegangen ist, kommt Minteo und berichtet Ulania, dass ein Volksaufstand ausgebrochen ist, um den er sich kümmern müsse. Ulania bittet ihn, vorsichtig zu sein und gesteht ihm so indirekt ihre Liebe.
Leango teilt Lisinga mit, dass sie noch heute Kaiserin werden solle. Weil sie noch nicht weiß, dass Siveno der Thronfolger ist, bittet sie ihn um Aufschub. Sie habe ihr Herz bereits vergeben. Leango kann ihr die Wahrheit jedoch noch nicht offenbaren, solange seine tatarischen Helfer noch nicht eingetroffen sind.
Leango wird nun die Ankunft der Tataren gemeldet, und er klärt Siveno über seine Identität als der Thronfolger Svenvango auf. Nachdem er gegangen ist, kommt allerdings Minteo und erzählt Siveno, dass er selbst der Sohn Livanios und damit der neue Herrscher sei. Er habe dies soeben von dem alten Alsingo erfahren, der ihn als Kind gerettet und als seinen eigenen Sohn ausgegeben habe. Als heute Leango der Thron angeboten worden war, habe Alsingo nicht länger schweigen können. Minteo versichert Siveno seiner Freundschaft und geht. Siveno ist verwirrt und kann sich nicht mit Lisinga freuen, die ihn schon für ihren Bräutigam hält.

### Dritter Akt
Ein einsamer und schattiger Platz in den kaiserlichen Gärten
Siveno kommt mit der chinesischen Wache zu Lisinga. Er beauftragt die Soldaten, Lisinga in den Turm in Sicherheit zu bringen und bittet sie, dort auf ihn zu warten, bis der Aufstand niedergeschlagen ist. Lisinga versucht, ihm zu folgen, wird aber von Leango aufgehalten, der sie beruhigt. Die tatarische Verstärkung sei bereits angelangt und werde sie unterstützen. Die Burg selbst werde von Minteo verteidigt. Als Lisinga ihm sagt, dass auch Siveno auf dem Weg zur Kampfeszone ist, schickt er die Wachen los, um ihn zurückzuholen. Lisinga geht beruhigt in die Burg. Nun kommt Ulania und teilt Leango mit, dass die Burg nicht bewacht wird. Minteo selbst sei der Anführer der Rebellen und wolle den Thron übernehmen. Minteo kommt zu ihnen und wird von Leango als Verräter beschimpft. Minteo jedoch beruhigt ihn. Das Volk halte ihn für den echten Svenvango. Er wolle aber Leango um Rat fragen und habe nichts mit dem Aufstand zu tun. Weil Ulania behauptet, ihn unter den Rebellen gesehen zu haben, bekräftigt Minteo seine Treue zu Leango, legt seinen Degen ab und erklärt, dessen Entscheidung abwarten zu wollen. Ulania und Leango sind beeindruckt von seiner Tugendhaftigkeit. Leango bittet beide, ihm in den Tempel zu folgen, wo sie den echten König sehen sollen. Minteo jedoch will erst Siveno suchen und außer Gefahr bringen.
Das erleuchtete Innere des großen kaiserlichen Götzentempels
Bauart und Verzierungen des Gebäudes entsprechen dem Geschmack und dem Tempeldienst dieses Volks. Bonzen, Kriegs- und gelehrte Mandarinen, große Herren und Wache.
Lisinga erzählt Leango vom vermutlichen Tod Sivenos. Sie habe ihn im Kampf mit den Aufständischen gesehen, als er von den Gegnern in die Enge getrieben wurde und in den Fluss fiel. Leango glaubt, alle seine Mühen seien umsonst gewesen und wünscht sich den Tod. Da kommt Ulania und berichtet, dass Siveno von Minteo gerettet wurde. Auch die Aufständischen haben inzwischen aufgegeben.
Siveno und Minteo kommen im Gefolge von Chinesen, welche die blutverschmierten königlichen Kinderkleider auf einem Becken bringen. Siveno erklärt Minteo für den echten Erben. Leango gibt ihm nun ein Dokument des früheren Kaisers Livanio, in dem dieser bestätigt, dass Siveno sein Sohn sei und Leango ihn heldenmütig gerettet habe. Als Siveno ihn auf die Kleider hinweist, in denen doch offensichtlich der kleine Svenvango ermordet wurde, antwortet Leango, dass nicht der Thronfolger umgebracht wurde, sondern sein eigener Sohn, den er zum Schutz des Prinzen in königliche Kleider gesteckt habe. Er selbst habe die Tat beobachtet. Er möchte den heutigen Freudentag aber nicht durch diese traurige Erinnerung verdorben sehen. Da wird er von Minteo unterbrochen, der erklärt, dass er selbst dieser vermeintlich ermordete Sohn ist. Er sei damals vom alten Alsingo gerettet und aufgezogen worden, der geglaubt hatte, dadurch den echten Prinzen zu bewahren. Seine Narben an der Hand und am Hals seien der Beweis. Siveno ist also wirklich der Thronfolger, und Minteo der Sohn Leangos. Alle sind zutiefst gerührt. Zum Abschluss der Oper preist der Chor die Treue des Helden Leango.

## Geschichte
Neben dem historischen Bericht aus dem ersten Band von Du Haldes Geschichtswerk Description de la Chine et de la Tartarie chinoise stand Metastasio auch das chinesische Drama 趙氏孤兒 (Tchao-chi-cou-eulh bzw. Zhaoshi gu’er, dt.: Der Waise von Zhao) von Ji Junxiang (Hi-Him-Siang) zur Verfügung, das als weiterer Band desselben Werks veröffentlicht worden war. L’orphelin de la maison de Tchao (Der Waise des Hauses Tchao) war von dem jesuitischen Missionar Joseph Henri Marie de Prémare in französische Sprache übertragen worden und das erste chinesische Schauspiel überhaupt, das in eine europäische Sprache übersetzt wurde. Es wurde später auch in andere Sprachen übersetzt und zur Grundlage weiterer Bearbeitungen wie Voltaires L’orphelin de la Chine (Das Waisenkind aus China) von 1755. Der Film Sacrifice von Chen Kaige (2010) basiert ebenfalls auf diesem Drama. Auch die 2009 uraufgeführte Oper The Orphan (dt.: Das Waisenkind) von Jeffrey Ching verarbeitet den Stoff und zitiert einige Zeilen aus Metastasios Libretto.
Wie schon bei Il re pastore, das Metastasio im vorausgehenden Jahr geschrieben hatte, handelt es sich bei L’eroe cinese um eine Gelegenheitsarbeit für Kaiserin Maria Theresia, die von ihren Töchtern und deren Freunden, den „vornehmen jungen Fräulein und Kavalieren“ („giovani distine dame e cavalieri“) am Habsburger Hof selbst im Gartentheater von Schloss Schönbrunn aufgeführt wurde. Die höfische Sitte brachte einige Einschränkungen mit sich. So musste die Kleidung der weiblichen Darsteller ihre Beine vollständig bedecken, auch wenn es sich um männliche Charaktere handelte. Dies schloss eine im alten Griechenland oder Rom spielende Handlung aus, und so entschied sich Metastasio für ein asiatisches Thema. Erschwerend kam hinzu, dass keinem der adligen Darsteller die Rolle eines Bösewichtes zugemutet werden konnte, und dass die Anzahl der Szenen, Arien und Rollen sowie die Gesamtlänge des Stückes eingeschränkt waren. In der Folgezeit erschienen ungefähr zwanzig weitere Vertonungen.

## Vertonungen
Folgende Komponisten legten dieses Libretto einer Oper zugrunde:
| Komponist                | Uraufführung                                         | Aufführungsort        | Anmerkungen |  |
| ------------------------ | ---------------------------------------------------- | --------------------- | --- |  |
| Giuseppe Bonno           | 13. Mai 1752, Gartentheater von Schloss Schönbrunn   | Wien                  | auch 1755 im Teatro de la Santa Cruz in Barcelona |  |
| anonym                   | 30. Mai 1753, Teatro San Moisè                       | Venedig               | |  |
| Davide Perez             | 6. Juni 1753, Teatro di Corte                        | Lissabon              | |  |
| Baldassare Galuppi       | 10. Juli 1753, Teatro San Carlo                      | Neapel                | auch am 12. April 1766 im King’s Theatre am Haymarket in London |  |
| Johann Adolph Hasse      | 7. Oktober 1753 für den Dresdner Hof von August III. | Hubertusburg          | auch im Juli 1754 im Theater am Dragoner-Stall in Hamburg; überarbeitet als Der chinesische Held am 18. Juli 1773 im Königlichen Theater von Sanssouci, Berlin/Potsdam; am 1. Juni 1985 unter der Leitung von Ton Koopman in Amsterdam aufgeführt |  |
| Nicola Conforto          | 23. September 1754, Real Teatro del Buen Retiro      | Madrid                | |  |
| anonym                   | 1756                                                 | Bergamo               | |  |
| Francesco Antonio Uttini | 1757, Schlosstheater                                 | Schloss Drottningholm | |  |
| Gregorio Ballabene       | Karneval 1757, Teatro de’ Nobili                     | Fabriano              | |  |
| Gaetano Piazza           | 27. Dezember 1757, Teatro Regio Ducale               | Mailand               | |  |
| Tommaso Giordani         | 1766, Smock Alley Theatre                            | Dublin                | |  |
| Antonio Sacchini         | 27. April 1770, Hoftheater                           | München               | Wiederaufführung 1771; auch 1773 im Kongelige Teater in Kopenhagen |  |
| Gian Francesco de Majo   | Herbst 1770, Teatro San Carlo                        | Neapel                | zweifelhaft |  |
| Girolamo Mango           | 1771, Hof von Raymund Anton von Strasoldo            | Eichstätt             | |  |
| Giuseppe Colla           | 8. August 1771, Teatro Sant’Agostino                 | Genua                 | |  |
| Ferdinando Bertoni       | 25. Mai 1774, Teatro San Moisè                       | Venedig               | als Narbale |  |
| Anton Adam Bachschmid    | 1775, Hof von Raymund Anton von Strasoldo            | Eichstätt             | |  |
| Raniero Checchi          | Frühling 1775                                        | Bastia auf Korsika    | |  |
| Venanzio Rauzzini        | 1781                                                 | München               | überarbeitet am 16. März 1782 im King’s Theatre am Haymarket in London; dort auch 1784 |  |
| Domenico Cimarosa        | 13. August 1782, Teatro San Carlo                    | Neapel                | auch 1785 in Barcelona |  |

## Aufnahmen und Aufführungen in neuerer Zeit
- Johann Adolph Hasse:
  - 1985: Aufführung beim Holland Festival in Amsterdam. Leitung: Ton Koopman. Sänger: Max van Egmond (Leango), David James (Siveno), Mieke van der Sluis (Lisinga), Claron McFadden (Ulania) und Elisabeth Priday (Minteo).[11]

## Digitalisate
1. ↑  Johann Anton Koch: Des Herrn Abt Peter Metastasio Kayserl. Königl. Hofpoetens Dramatische Gedichte, aus dem Italiänischen übersetzt. Sechster Band. Krauß, Frankfurt und Leipzig 1774. Digitalisat des Münchener Digitalisierungszentrums.
2. ↑  Jean Baptiste du Halde: Ausführliche Beschreibung des Chinesischen Reichs und der grossen Tartarey. Erster Theil. Übersetzung von Engelbert Kaempfer. Digitalisat des Münchener Digitalisierungszentrums, S. 292 f.
3. 1 2  Libretto (italienisch/deutsch) der Oper von Johann Adolph Hasse, Hamburg 1754. Digitalisat der Staatsbibliothek zu Berlin.
4. 1 2  Libretto (italienisch/deutsch) der Oper von Antonio Sacchini, München 1771. Digitalisat des Münchener Digitalisierungszentrums.
5. ↑  Qi Jiunxiong und Joseph Henri de Prémare: Tchao-chi-cou-eulh, Ou L'Orphelin De La Maison De Tchao. Digitalisat des Münchener Digitalisierungszentrums
6. ↑  Libretto (italienisch)  der Oper von Giuseppe Bonno, Palermo 1752. Digitalisat im Corago-Informationssystem der Universität Bologna.
7. ↑  Libretto (italienisch/spanisch) der Oper von Giuseppe Bonno, Barcelona 1755. Digitalisat bei Google Books.
8. ↑  Libretto (italienisch)  der Oper von anonym, Venedig 1753. Digitalisat im Corago-Informationssystem der Universität Bologna.
9. ↑  Partitur der Oper von Johann Adolph Hasse, 1753. Digitalisat im International Music Score Library Project.
10. ↑  Libretto (italienisch)  der Oper von anonym, Bergamo 1756. Digitalisat im Corago-Informationssystem der Universität Bologna.
11. ↑  Libretto (italienisch)  der Oper von Gaetano Piazza, Mailand 1757. Digitalisat im Corago-Informationssystem der Universität Bologna.
12. ↑  Libretto (italienisch) der Oper von Antonio Sacchini, München 1770. Digitalisat des Münchener Digitalisierungszentrums.
13. ↑  Libretto (italienisch/deutsch) der Oper von Girolamo Mango, Eichstätt 1771. Digitalisat der Katholischen Universität Eichstätt-Ingolstadt.
14. ↑  Libretto (italienisch)  der Oper von Ferdinando Bertoni, Venedig 1774. Digitalisat im Corago-Informationssystem der Universität Bologna.
15. ↑  Libretto (italienisch) der Oper von Raniero Checchi, Bastia 1775. Digitalisat des Museo internazionale e biblioteca della musica di Bologna.
16. ↑  Libretto (italienisch) der Oper von Domenico Cimarosa, Neapel 1782. Digitalisat des Museo internazionale e biblioteca della musica di Bologna.